# Rapatapa-to-ja (singel Voo Voo)
Rapatapa-to-ja – singel zespołu Voo Voo promujący płytę Rapatapa-to-ja.

## Lista utworów i wykonawcy
| 1. | "Rapatapa-to-ja"                                                                        | 4:38  |
|    | - muzyka i słowa: Wojciech Waglewski                                                    |       |
| 2. | Zapowiedź nowej płyty                                                                   | 0:34  |
|    |                                                                                         |       |
| 3. | Zaproszenie na koncert promocyjny nowego albumu Rapatapa-to-ja - "Stodoła" - 26.11.1995 | 0:42  |
|    |                                                                                         |       |
|    |                                                                                         | 05:54 |
|    |                                                                                         |       |
- Produkcja: Wojciech Waglewski; Wojciech Przybylski
- Premiera handlowa Rapatapa-to-ja - 14 listopada 1995